# Interneuron
Als Interneurone, auch Schaltneurone oder Zwischenneurone, werden Nervenzellen bezeichnet, die mit allen ihren Endknöpfchen (Fortsätzen) in einem konkret definierten Bereich des Zentralnervensystems (ZNS) oder in Ganglien liegen und dort zwischen zwei oder mehr Nervenzellen geschaltet sind. Im Gegensatz zu den Projektionsneuronen verfügen sie nicht über lange Axone, die in weit entfernte Regionen des ZNS reichen. Sie geben empfangene Impulse direkt an benachbarte Nervenzellen weiter und dienen der Ausbreitung, Ausrichtung, Aufrechterhaltung und Modulation einer Erregung. Die Ausbreitung der Erregung wird durch Verzweigungen realisiert und spielt vor allem bei Fremdreflexen eine Rolle. Wenn die Neuriten der Interneurone mit Kollateralen von Nervenzellen synaptisch in Kontakt treten, entstehen Erregungskreise.
Interneurone sind entweder inhibitorisch mit Glycin, γ-Aminobuttersäure (GABA), Serotonin oder Dopamin als Neurotransmitter oder exzitatorisch mit den Neurotransmittern Acetylcholin oder Noradrenalin. Die inhibitorischen Interneurone bewirken entweder eine Vorwärtshemmung, eine Rückwärtshemmung oder eine präsynaptische Hemmung. Rückwärtshemmende Interneurone im Rückenmark werden als Renshaw-Zellen bezeichnet.
Im engeren Sinne sind Interneurone Nervenzellen, die zwischen sensorische und motorische Neurone in polysynaptischen Reflexbögen geschaltet sind, vor allem bei wirbellosen Tieren. Dabei können mehrere Interneurone in Funktionsketten angeordnet sein. 
Im Gehirn wird die Bezeichnung Interneurone für Nervenzellen mit relativ kurzen Axonen verwendet (Typ-II-Golgi-Zellen). Diese werden den Projektionsneuronen mit langem Axon gegenübergestellt. Interneurone können nach verschiedenen Eigenschaften in verschiedene Subgruppen klassifiziert werden. Üblicherweise werden hierzu die Expression von verschiedenen Polypeptiden oder elektrophysiologischen Eigenschaften verwendet. So werden beispielsweise Interneurone, welche das Polypeptid VIP beinhalten, als VIP Interneurone bezeichnet.
Auch im Enterischen Nervensystem (ENS) kommen sensorische Interneurone als Abkömmlinge der Neuralleiste vor und bilden hier mit erregenden und hemmenden motorischen Neuronen und sensorischen Neuronen ein kompliziertes System, das ENS.